# Anomalia geomagnética

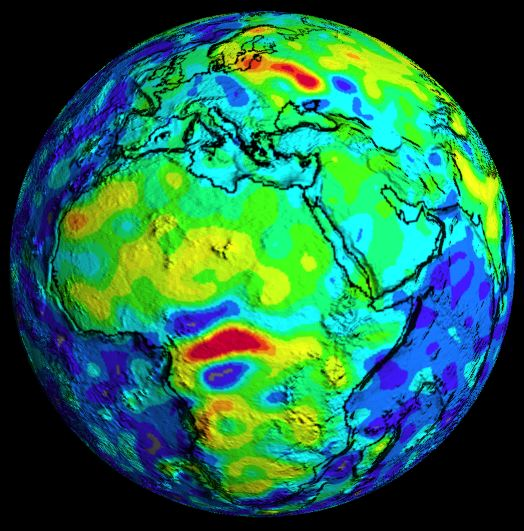
A anomalia magnética de Bangui, na África Central e a anomalia magnética de Kursk, na Europa Oriental (ambas em vermelho).

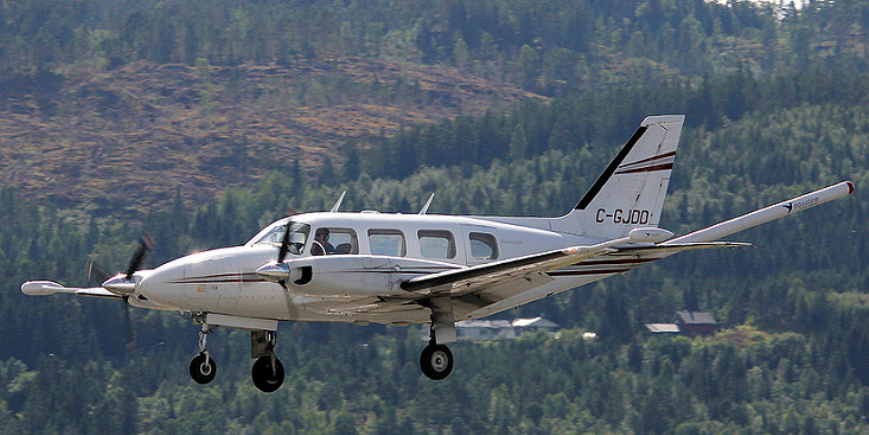
Aeronave modificada, equipada com mastro traseiro e extensões de asa, onde são instalados magnetómetros para levantamento aeromagnético.

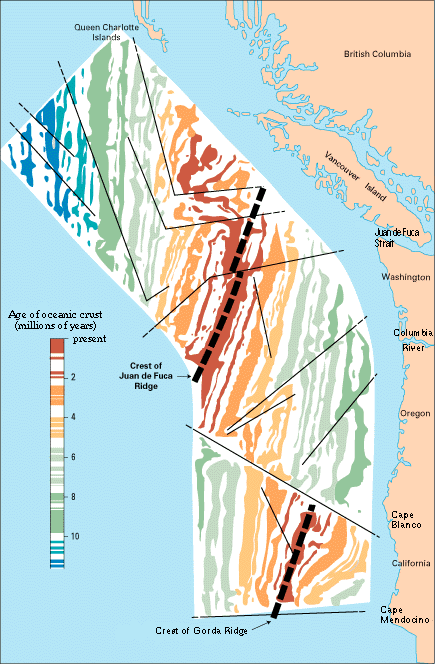
Anomalias magnéticas nos flancos das dorsais de Juan de Fuca e de Gorda, na costa oeste da América do Norte, com as idades codificadas por cores.

Anomalia magnética (ou anomalia geomagnética) é a designação utilizada em geofísica para denotar uma variação local no campo magnético da Terra resultante de variações na geoquímica ou ferromagnetismo das rochas que constituem a litosfera nesse local. O mapeamento da variação do campo geomagnético é um valioso instrumento na deteção de estruturas geológicas escondidas pelo material sobrejacente. A variação magnética a longo prazo (e em especial as reversões geomagnéticas) ficam registadas em bandas sucessivas dos fundos oceânicos, paralelas às dorsais meso-oceânicas e são uma evidência importante da expansão dos fundos oceânicos, um conceito central da tectónica de placas.

## Descrição
As anomalias magnéticas representam geralmente uma pequena fração da intensidade do campo geomagnético, já que a densidade de fluxo magnético do campo total varia de 25 000 a 65 000 nanoteslas (nT). Para serem capazes de medir as anomalias, os magnetómetros precisam de uma sensibilidade de 10 nT ou menos.

### Deteção e medição das anomalias geomagnéticas
Existem três tipos principais de magnetómetros usados para detetar e medir anomalias magnéticas::162–164:77–79
1. Magnetómetro de saturação, muita vezes referido como o magnetómetro fluxgate, um aparelho desenvolvido durante a Segunda Guerra Mundial para detetar submarinos em imersão.[4]:75[5] Este tipo de magnetómetro mede a componente do campo geomanético ao longo de um determinado eixo do sensor, pelo que precisa de ser orientado. Em terra, geralmente é orientado verticalmente, mas em aeronaves, navios e satélites geralmente é orientado de modo que o eixo esteja na direção do campo. Mede o campo magnético continuamente, mas as leituras tendem a variar com o tempo. Uma maneira de corrigir o desvio é fazer medições repetidas no mesmo local durante o levantamento.[3]:163–165[4]:75–77
2. Magnetómetro de protões, ou magnetómetro de precessão de protões, um tipo de equipamento que mede a intensidade do campo geomagnético, mas não sua direção, eq que por isso não precisa ser orientado. Cada medição leva um segundo ou mais. É frequentemente usado em arqueologia e em levantamentos de solo, exceto para furos e levantamentos gradiométricos de alta resolução.[3]:163–165[4]:77–78
3. Magnetómetro óptico, uma tipologia de equipamentos que usam gases alcalinos (mais comummente rubídio e césio) têm altas taxas de amostragem e sensibilidades de 0,001 nT ou menos, mas são mais caro do que os outros tipos de magnetómetros. São usados em satélites e na maioria dos levantamentos aeromagnéticos.[4]:78–79

Em levantamentos terrestres, as medições são feitas num conjunto de estações, normalmente com 15 a 60 m de distância. Normalmente, é usado um magnetómetro de precessão de protões, frequentemente montado em um poste. Ao aumentar a altura do magnetómetro com o uso do poste, é reduzida a influência de pequenos objetos ferrosos que tenham sido abandonados no solo. Para reduzir ainda mais os sinais indesejados, os operadores do equipamento não transportam objetos metálicos, como chaves, facas ou bússolas e não utilizam veículos motorizados durante a medição. As medições não podem ser feitas nas proximidades de linhas ferroviárias, cercas de arame farpado e outras quaisquer estruturas metálicas. Se algum desses contaminantes for negligenciado, pode aparecer como um pico agudo na anomalia, portanto, tais eventos, quando registados, são tratados com suspeita. A principal aplicação para levantamentos terrestres é a busca detalhada de minérios.:163:83–84
Os levantamentos magnéticos aéreos são frequentemente usados na pesquisa de petróleo e outros hidrocarbonetos como forma de fornecer informações preliminares para posterior realização de prospeção sísmica. Em alguns países, como o Canadá, as agências governamentais fizeram levantamentos sistemáticos de grandes áreas. A pesquisa geralmente envolve fazer uma série de passagens paralelas a uma altura constante e com intervalos que variam de centenas de metros a vários quilómetros. Estes são cruzados por linhas de confirmação ocasionais, perpendiculares ao levantamento principal, para verificar erros. O avião é uma fonte de magnetismo, pelo que os sensores são montados em uma lança (como na figura) ou rebocados por um cabo. Os levantamentos aeromagnéticos têm uma resolução espacial menor do que os levantamentos terrestres, mas isso pode ser uma vantagem para um levantamento regional de rochas mais profundas.:166:81–83
Nas pesquisas utilizando embarcações, o magnetómetro é rebocado algumas centenas de metros atrás de um navio em um dispositivo chamado peixe. O sensor é mantido a uma profundidade constante de cerca de 15 m. Caso contrário, o procedimento é semelhante ao usado nos levantamentos aeromagnéticos.:167:83
Sputnik 3, lançado em 1958, foi o primeiro satélite a operar um magnetómetro.:155 No outono de 1979, foi lançado o satélite Magsat, equipamento que foi operado conjuntamente pela NASA e pelo USGS até à primavera de 1980. Transportava um magnetómetro escalar de vapor césio e um magnetómetro vetorial do tipo fluxgate.
O satélite alemão CHAMP, fez medições precisas de gravidade e magnetismo de 2001 a 2010. O satélite dinamarquês Ørsted foi lançado em 1999 e ainda está em operação, enquanto a missão Swarm, da Agência Espacial Europeia, envolveu a criação de uma "constelação" de três satélites que foram lançados em novembro de 2013.

### Tratamento de dados e sua interpretação
| Tipo              | Suscetibilidade ({\displaystyle \times 10^{-3}} SI) |
| ----------------- | --------------------------------------------------- |
| Sedimentares      |                                                     |
| Calcários         | 0-3                                                 |
| Arenitos          | 0-20                                                |
| Folhelhos         | 0.01-15                                             |
| Ígneas            |                                                     |
| Basaltos          | 0.2-175                                             |
| Gabros            | 1-90                                                |
| Granitos          | 0-50                                                |
| Riolitos          | 0.2-35                                              |
| Metamórficas      |                                                     |
| Gneisses          | 0.1-25                                              |
| Serpentinites     | 3-17                                                |
| Ardósias e xistos | 0-35                                                |
| Minerais          |                                                     |
| Grafite           | 0.1                                                 |
| Quartzo           | -0.01                                               |
| Carvões minerais  | 0.02                                                |
| Argilas           | 0.2                                                 |
| Pirrotite         | 1-6000                                              |
| Magnetite         | 1200-19200                                          |

São necessários dois tipos de correções principais para garantir comparabilidade e fiabilidade nos resultados de medições magnéticas. Essa correções são imprescindíveis para permitir distinguir os efeitos das rochas presentes na litosfera dos efeitos induzidos por outros factores e determinar o valor do campo magnético terrestre geral para o distinguir das anomalias locais.
O primeiro tipo de correção consiste na remoção de variações de curto prazo do campo geomagnético induzidas por fontes externas, como por exemplo, as variações diurnas que têm um período de 24 horas e magnitude de até 30 nT, provavelmente resultantes da ação do vento solar na ionosfera.:72 Além disso, as tempestades magnéticas podem ter magnitude de pico de 1000 nT e podem durar vários dias. A contribuição destas fontes pode ser medida retornando a uma estação base repetidamente ou tendo outro magnetómetro que mede periodicamente o campo num local fixo.:167
Em segundo lugar, como a anomalia é a contribuição local para o campo magnético, o campo geomagnético principal deve ser subtraído dela. O Campo de Referência Geomagnética Internacional (International Geomagnetic Reference Field) é geralmente usado para esta finalidade. Este é um modelo matemático do campo magnético da Terra, em larga escala e com valores médios ponderados no tempo, construído com base em medições feitas por satélites, observatórios magnéticos e outras métodos.:167
Algumas correções que são necessárias para detetar anomalias gravíticas são menos importantes para o estudo das anomalias magnéticas. Por exemplo, o gradiente vertical do campo magnético é de 0,03 nT/m ou menos, pelo que uma correção de elevação não é geralmente necessária.:167
A magnetização na rocha investigada é a soma vetorial da magnetização induzida com magnetização remanente:
{\displaystyle \mathbf {M} =\mathbf {M} _{\text{i}}+\mathbf {M} _{\text{r}}.}
A magnetização induzida da maioria dos minerais e rochas é o produto do campo magnético ambiente pela sua suscetibilidade magnética χ:
{\displaystyle \mathbf {M} _{\text{i}}=\chi \mathbf {H} .}
Algumas suscetibilidades são indicadas na tabela que se apresenta à direita.
Minerais que são diamagnéticos ou paramagnéticos possuem apenas magnetização induzida. Os minerais ferromagnéticos, como a magnetite, também podem ter uma magnetização remanente (ou por remanência). Essa remanência no material geológivo pode durar milhões de anos, portanto pode estar numa direção completamente diferente do atual campo magnético da Terra. Se houver remanência presente, é difícil fazer a separação desse tipo de magnetismo residual da magnetização induzida, a menos que amostras da rocha sejam medidas. A razão entre as grandezas, Q = Mr/Mi, é conhecida por rácio de Koenigsberger.:172–173
A interpretação e modelação das anomalias geomagnéticas é geralmente feita combinando os valores observados e modelados do campo magnético anómalo. Um algoritmo desenvolvido por Manik Talwani e James R. Heirtzler (em 1964 e aperfeiçoado posteriormente por Vadim Kravchinsky em 2019) considera tanto as magnetizações induzidas quanto as remanentes como vetores e permite a estimativa teórica da magnetização remanente a partir dos percursos de desvio polar aparente para diferentes unidades tectónicas ou continentes.

## Registo magnético nos fundos oceânicos
Pesquisas magnéticas sobre os oceanos revelaram um padrão característico de anomalias em torno das dorsais meso-oceânicas. Naquelas regiões está presente um conjunto de anomalias positivas e negativas na direção e intensidade do campo magnético, formando faixas paralelas a cada zona de acreção ao longo da dorsal. Aquelas faixas são frequentemente simétricos em relação ao eixo da dorsal.
As faixas apresentam geralmente dezenas de quilómetros de largura e as anomalias são de algumas centenas de nanoteslas. A origem dessas anomalias é principalmente a magnetização permanente transportada por minerais de titanomagnetite presentes em basaltos e gabros. Aqueles minerais são magnetizados quando a crista oceânica é formada na dorsal onde à medida que o magma sobe à superfície e arrefece, a rocha adquire uma magnetização termo-remanente na direção do campo. À medida que a rocha é levada para longe da dorsal pelos movimentos das placas tectónicas, as faixas vão ficando cada vez mais distantes da dorsal de formação, embora mantendo em traços gerais o seu paralelismo. A cada poucas centenas de milhares de anos, a direção do campo magnético terrestre sofre inversão.O padrão de faixas é um fenómeno global na litosfera oceânica e, por datação de cada período de polaridade, pode ser usado para calcular a velocidade de expansão dos fundos oceânicos.

## As anomalias magnéticas na ficção
Na série Space Odyssey, de Arthur C. Clarke, uma conjunto de monolitos são deixados por extraterrestres para os humanos encontrarem. Um perto da cratera Tycho, na Lua, é encontrado pelo seu campo magnético anormalmente poderoso e chamado Tycho Magnetic Anomaly 1 (TMA-1). Um é encontrado em órbita de Júpiter e é designado TMA-2. Um outro, localizado no Olduvai Gorge, é encontrado em 2513 e retroativamente designado TMA-0 porque fora encontrado inicialmente por humanos primitivos.